# 마태복음 (영화)
《마태복음》(이탈리아어: Il vangelo secondo Matteo)은 1964년 개봉한 이탈리아의 전기 드라마 영화이다. 피에르 파올로 파솔리니가 감독과 각본을 맡았으며, 마태오의 복음서가 영화의 원작이다. 1964년 제25회 베네치아 국제 영화제 심사위원대상 수상작이며 1965년 제20회 나스트로 디아르젠토에서 감독상을 포함해 세 개 부문에서 수상했다. 미국에선 1966년 개봉했으며 1967년 제39회 아카데미상 세 개 부문에 후보 지명되었다. 2015년 바티칸 시국의 공식 신문 로세르바토레 로마노는 이 영화를 두고 "그리스도를 다룬 역대 영화들 중 최고의 작품"이라고 평가했다. 네오레알리스모로 분류된다. 다른 제목으로 기적의 언덕이 있다.

## 줄거리
예수(이라소키)는 베들레헴의 마리아를 어머니로 하여 태어났다. 이집트로부터 이스라엘로 돌아와 요한의 세례를 받은 후에 하나님의 소리를 듣는다. 갈릴리의 여러 곳을 다니면서 가르침을 넓혀, 12명의 제자를 얻었다. 그러나 장로와 사제(司祭)의 반감을 사게 되어 예루살렘에서 십자가(十字架)에 못박힌다. 그를 배반한 것은 제자의 한 사람인 유다. 그리스도는 골고다의 언덕에서 절명하지만 3일 만에 부활, 제자들 앞에서 현신(現身)한다. 마태에 의한 복음서(福音書)의 영화화.

## 감상
감독 파솔리니는 좌익 소설가로서 알려진 인물이다. 펠리니의 <카비리아의 밤>(1957) 이래 시나리오를 쓰기 시작하여, 1961년에 감독이 된 좌익사상의 소유자로서, 사회의 밑바닥을 사실적으로 묘사한 작품이다. 반종교적(反宗敎的)인 주제의 작품 등이 있으며, 한 작품마다 대단한 반영을 불러 일으켰다. 특히 <기적의 언덕>은 작자가 그리스도의 일대기(一代記)의 다루었다는 데에서 흥미를 보이게 된 것이며, 만들어 낸 작품이 신화(神話)의 부정, 또 생생한 그리스도 묘사, 대담한 카메라의 기술 때문에 절찬을 받았다. 전편(全篇)에서 흑인영가(黑人靈歌) 등을 사용하였으며, 배우는 주역(主役)인 이라소키를 비롯하여 모두 연기 경험 없던 사람들이다.

## 출연

### 주연
- 엔리케 이라소키
- 마르게리타 카루소
- 수산나 파솔리니

### 조연
- 마르첼로 모란테
- 알폰소 가토

## 기타
- 의상: 다닐로 도나티